# Reis naar Italië
Reis naar Italië is een Zwitserse stripreeks die begonnen is in mei 1988 met Bernard Cosendai als schrijver en tekenaar.

## Albums
Alle albums zijn geschreven en getekend door Bernard Cosendai en uitgegeven door Dupuis.
1. Reis naar Italië 1
2. Reis naar Italië 2